# Oli de carbassó
L'oli de carabassó (en anglès: Pumpkin seed oil, en alemany: Kernöl o Kürbiskernöl en eslovè: bučno olje) és un oli comestible que s'obté de les llavors del carabassó d'una certa varietat i quan és completament madur (Cucurbita pepo) A la Unió Europea aquest oli està protegit per una denominació d'origen.
Actualment aquest oli és un important producte d'exportació a les regions austríaques i eslovenes d'Estíria. Es fa premsant les llavors torrades de la varietat de carabassó Cucurbita pepo var. styriaca, també coneguda com var. oleifera. La primera menció escrita d'aquest oli és del 1697.
És un oli viscós de color verda fosca a clara, presenta dicromatisme.

## Usos
Té gust intens a nous i és ric en àcids grassos poliinsaturats. Se'n fan salses per amanides junt amb mel i oli d'oliva i altres.